# I'm not okay (I promise)
I'm not okay (I promise) és el segon senzill del disc Three Cheers for Sweet Revenge del grup americà My Chemical Romance l'any 2004. El senzill va arribar al lloc 86º del US Singles Chart i el lloc 19º al Regne Unit, ampliant la base de fans del grup al país. La cançó va ser incluida en la llista d'EA Trax pel joc de carreres Burnout 3: Takedown.
La lletra de la cançó tracta sobre temes emocionals relacionats amb trencaments en les relacions, en particular sobre experiències d'en Gerard Way de soletat i angústia en la seva adolesència en la preparatòria. La lletra tracta de com una noia de la qual Gerard estava enamorat, va acabar fent-se fotografies verdaderament comprometedores amb el seu novio, i que el van fer sentir molt malalment ("For all the dirty looks, the photographs your boyfriend took"). La lletra de la cançó realment sentimental van portar a la gent a etiquetar la banda com "emo".
Es van fer dos vídeos per a la cançó, el primer és un montatge d'un concert i de la vida diària de la banda, produït per Rafaela Monfradini i Greg Kaplan, que el va dirigir, i el segon fou dirigit per Marc Webb, i fou filmat als Alexander Hamilton High School i Loyola High School de Los Angeles en agost de 2004.